# Старий Ашит
Старий Аши́т (рос. Старый Ашит, башк. Иҫке Әшит) — присілок у складі Краснокамського району Башкортостану, Росія. Входить до складу Куяновської сільської ради.
Населення — 16 осіб (2010; 13 у 2002).
Національний склад:
- башкири — 62 %
- татари — 38 %